# Richard Ludwig (Politiker)
Richard Ludwig (* 7. Februar 1822 in Groitzsch; † 9. Juni 1909 in Glauchau) war ein deutscher Jurist und Politiker (Deutsche Fortschrittspartei). Er war Reichstagsabgeordneter und Mitglied des Sächsischen Landtags.

## Leben und Wirken
Ludwig besuchte von 1835 bis 1840 die Nicolaischule in Leipzig und studierte anschließend bis 1844 Rechtswissenschaften an der Universität Leipzig. Während seines Studiums wurde er 1841 Mitglied der Burschenschaft Markomannia Leipzig. 1845 legte er die erste juristische Staatsprüfung ab. Von 1846 bis 1849 war er Direktor eines Patrimonialgerichts. Nach dem Dresdner Maiaufstand flüchtete er im Mai 1849 in die Schweiz. Dort war er sechs Jahre lang als Professor für Latein, Griechisch und Deutsch am College in Orbe tätig. 1862 konnte er in das Königreich Sachsen zurückkehren und ließ sich in Chemnitz nieder. Dort war er als Advokat, als Notar und als unbesoldeter Stadtrat tätig.
Als Vertreter des 30. ländlichen Wahlkreises gehörte er von 1869 bis 1873 und anschließend bis zu seiner berufsbedingten Mandatsniederlegung am 17. September 1877 als Vertreter des 11. städtischen Wahlkreises der II. Kammer des Sächsischen Landtags an. In einer Nachwahl wurde anschließend Julius Lasse zu seinem Nachfolger bestimmt. Von 1871 bis 1874 vertrat er zusätzlich den 16. sächsischen Wahlkreis (Chemnitz) im Deutschen Reichstag.